# Sun Bu’er

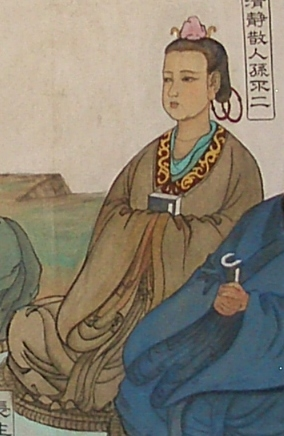
Sun Bu’er auf einem Tempelbild in Wuhan

Sun Bu’er (chinesisch 孫不二 / 孙不二, Pinyin Sūn Bú'èr, W.-G. Sun Pu-erh, auch Sun Buer) war eine berühmte Quanzhen-Daoistin und gehörte zu den sogenannten Sieben Meistern dieser Schule. Sie lebte ca. 1119–1182 in der chinesischen Provinz Shandong. Sie war eine schöne, intelligente und reiche Frau, mit ihrem Ehemann hatte sie drei Kinder. Ihr Familienname war Sun und ihr Vorname Fuchun, Bu’er war ihr Ordensname. Ihr Ehemann Ma Yu (馬鈺 / 马钰) war ein Schüler von Wang Zhe (Wang Chongyang). Im Alter von 51 Jahren begann sie ernsthaft mit dem Studium des Dao und wurde selbst Schülerin von Wang Chongyang sowie daoistische Priesterin. Schließlich verließ sie ihr Zuhause und reiste zur Stadt Luoyang, wo sie nach zwölf Jahren der Askese in der Höhle von Fengxiangu vom Dao erleuchtet wurde und, wie es heißt, Unsterblichkeit erlangte. Sun unterrichtete mehrere Schüler, gründete die Gemeinschaft der Reinheit und der Ruhe und schrieb daoistische Lyrik.
Die Sage berichtet: Wang Chongyang sagte Sun Bu’er, wenn einer seiner Schüler die 1.000 Meilen bis Luoyang reise, treffe er dort einen Unsterblichen, der ihn die letzten Geheimnisse des Universums lehren werde. Sun Bu’er entschloss sich zum Aufbruch. Wang fürchtete aber, dass ihre Schönheit die Aufmerksamkeit gewalttätiger Männer auf sie lenken und sie sich vor Scham das Leben nehmen würde. So verbot er ihr die Reise. Sun Bu’er ging nach Hause und verbrannte ihr Gesicht mit heißem Öl. Daraufhin begann Wang, sie intensiv in der Kunst der Alchemie zu unterweisen, um sie auf die Reise vorzubereiten.
Weil die Familie sie nicht gehen ließ, stellte Sun sich wahnsinnig, trug merkwürdige Kleidung und ließ ihr Haar verwildern. Schließlich ließ man sie ziehen und, so berichtet die Legende weiter, in Luoyang wartete ein Unsterblicher auf sie und lehrte sie. Es wird weiter berichtet, sie habe selbst Unsterblichkeit erlangte und sei am hellen Tag mit ihrem physischen Körper in den Himmel aufgestiegen. Doch sie vergaß ihren Ehemann nicht, sondern kam eine Zeit lang zur Erde zurück, um ihn zu unterrichten. So erlangte er ebenfalls Vollkommenheit unter dem Namen Ma Danyang (馬丹陽 / 马丹阳).

## Werke
- Das geheime Buch vom inneren Elixier (孫不二元君傳述丹道秘書 / 孙不二元君传述丹道秘书,  Sūn Bú'èr yuánjun chuanshu dandào mishu)
- Ausgewählte Reden (孫不二元君法語 / 孙不二元君法语,  Sūn Bú'èr yuánjūn fǎyǔ).